# Im Abendrot

Deckblatt der Erstveröffentlichung

Beginn Partitur

Im Abendrot ist ein Kunstlied von Franz Schubert für Singstimme mit Klavierbegleitung in As-Dur D 799. Es wurde 1825 komponiert und 1832 posthum veröffentlicht. Textgrundlage ist das gleichnamige Gedicht von Karl Lappe, das 1818 in der Zeitung für die elegante Welt im Verlag Leopold Voß veröffentlicht wurde.

## Text
O wie schön ist deine Welt,

Vater, wenn sie golden strahlet!

Wenn dein Glanz herniederfällt,

Und den Staub mit Schimmer malet;

Wenn das Roth, das in der Wolke blinkt,

In mein stilles Fenster sinkt!

Könnt’ ich klagen, könnt’ ich zagen?

Irre seyn an dir und mir?

Nein, ich will im Busen tragen

Deinen Himmel schon dahier.

Und dies Herz, eh’ es zusammenbricht,

Trinkt noch Gluth und schlürft noch Licht.

## Aufführungspraxis
„Im Abendrot“ gehört zu Schuberts bekanntesten Liedern und wird bis heute häufig sowohl konzertant aufgeführt als auch auf Tonträgern eingespielt. Zu den Interpreteten zählen Fritz Wunderlich und Dietrich Fischer-Dieskau. Bedeutung erlangt hat auch die Bearbeitung für Orchester von Max Reger. Daneben gibt es zahlreiche Chorfassungen.